# Hirnyky (Kowel)
Hirnyky (ukrainisch Гірники; russisch Горники Gorniki, polnisch Górniki) ist ein Dorf im Norden der ukrainischen Oblast Wolyn mit etwa 2000 Einwohnern (2001).

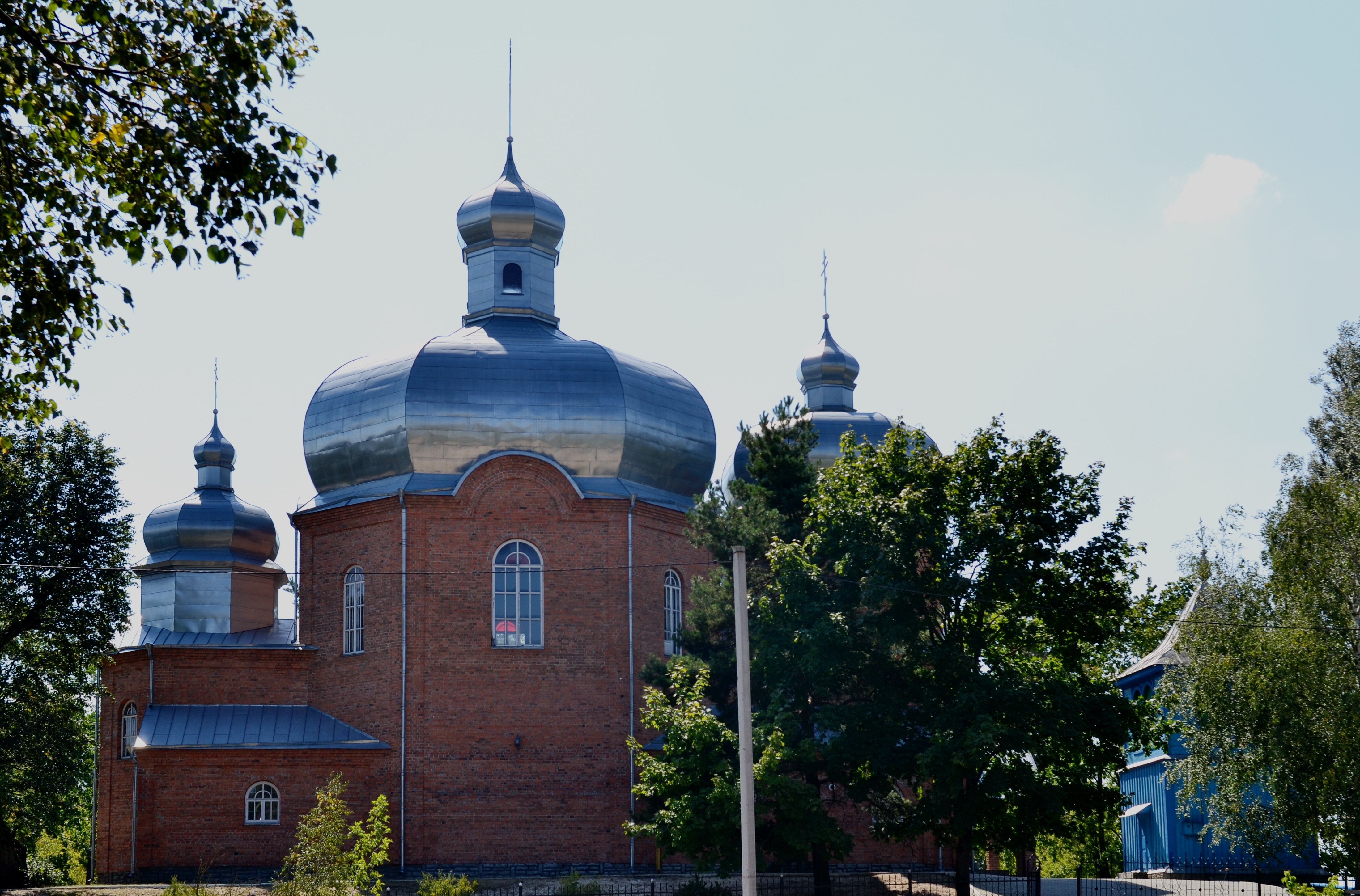
Dmytriw-Holzkirche von 1833

Die polesische Ortschaft liegt nahe der belarussischen Grenze auf einer Höhe von 153 m am Ufer des unter Naturschutz stehenden Rodoschytsche-Sees (озеро Родожиче), 8 km nördlich vom ehemaligen Rajonzentrum Ratne, 60 km nordwestlich von Kowel und 130 km nordwestlich vom Oblastzentrum Luzk.

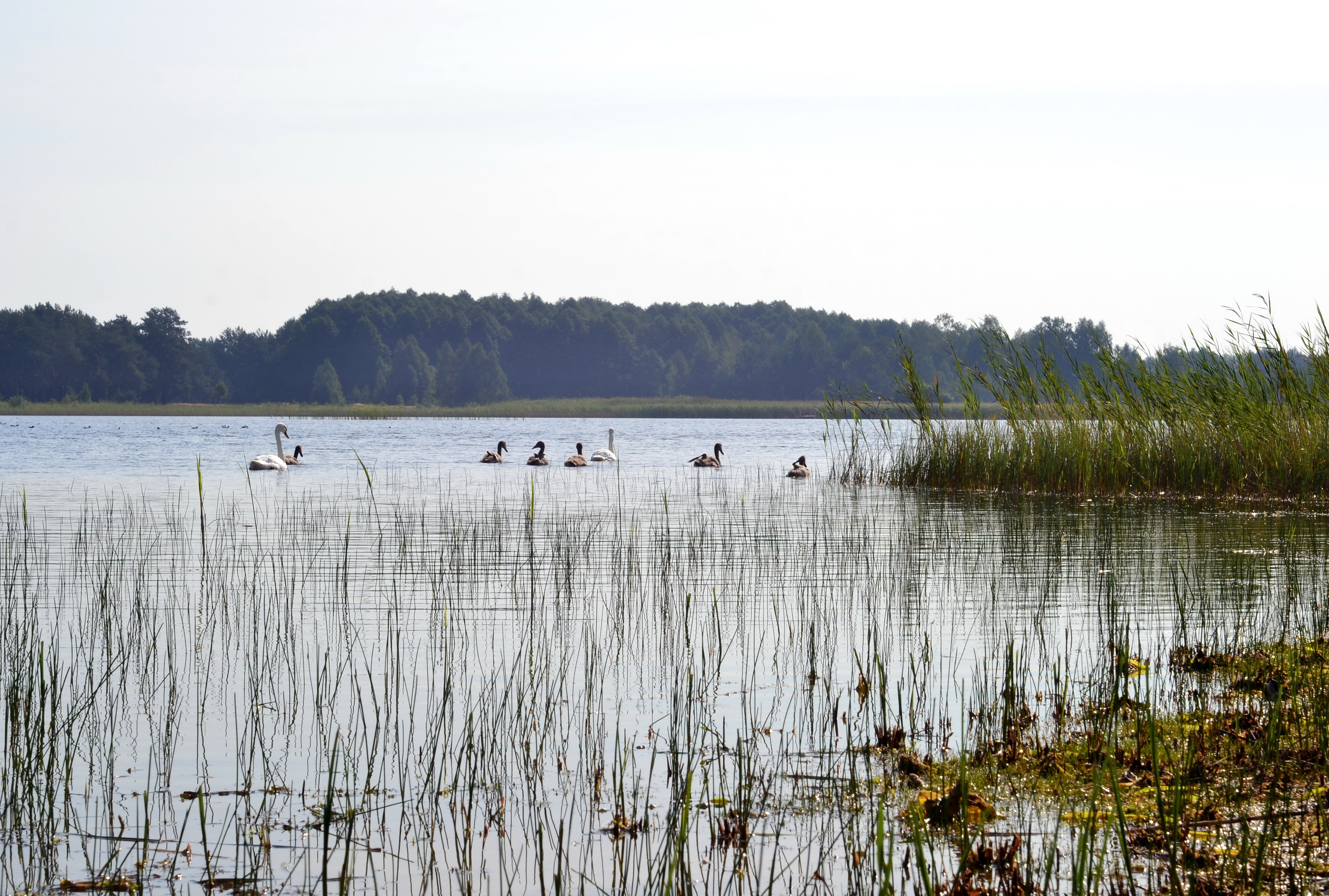
Rodoschytsche-See

Durch das Dorf verläuft die Fernstraße M 19/E 85.

## Geschichte
Die Ortschaft wurde im 15. Jahrhundert zum ersten Mal schriftlich erwähnt und lag bis 1795 in der Woiwodschaft Brześć Litewski der Adelsrepublik Polen-Litauen. Mit den Teilungen Polens fiel das Dorf an das Russische Reich und lag bis zum Ende des Ersten Weltkriegs im Gouvernement Wolhynien.
Nach dem Ersten Weltkrieg kam Hirnyky zu Polen, wo es im Powiat Kowel, Gmina Górniki der Woiwodschaft Wolhynien lag. Zwischen 1939 und 1941 war es von Sowjetunion besetzt. Nach dem deutschen Überfall auf die Sowjetunion im Juni 1941 wurde es bis 1944 von Deutschland besetzt. Dies gliederte die Ortschaft in das Reichskommissariat Ukraine in den Generalbezirk Brest-Litowsk/Wolhynien-Podolien, Kreisgebiet Kowel ein.
Nach dem Ende des Zweiten Weltkrieges wurde Hirnyky der Sowjetunion zugeschlagen, dort kam das Dorf zur Ukrainischen SSR und ist seit dem Zerfall der Sowjetunion 1991 ein Teil der unabhängigen Ukraine.

## Verwaltungsgliederung
Am 12. Juni 2020 wurde das Dorf ein Teil der Siedlungsgemeinde Ratne, bis dahin bildete das Dorf zusammen mit den Dörfern Brody (Броди) und Silze (Сільце) die gleichnamige Landratsgemeinde Hirnyky (Гірниківська сільська рада/Hirnykiwska silska rada) im Zentrum des Rajons Ratne.
Am 17. Juli 2020 wurde der Ort Teil des Rajons Kowel.